# Håkan Södergren
Karl Håkan Södergren, född 14 juni 1959 i Rosersberg i Norrsunda församling, är en svensk före detta ishockeyspelare. Södergren har spelat 162 A-landskamper och flera VM- och OS-turneringar med svenska landslaget.

## Spelarkarriär
Håkan Södergren spelade i Djurgårdens IF under i princip hela sin karriär, och vann fyra SM-medaljer med dem, innan han avslutade den (säsongen 1991/92) i Huddinge IK. Internationellt spelade han 162 A-lagsmatcher, blev världsmästare i ishockey 1987 och erövrade två olympiska bronsmedaljer (1984 i Sarajevo och 1988 i Calgary). Södergren blev Stor grabb nummer 125 och han fick Guldpucken 1987 såsom varande säsongens främste spelare i Elitserien och svenska landslaget. 1987 tilldelades han en kopia av Svenska Dagbladets guldmedalj för VM-guldet samma år. Han sjöng solo i svenska landslagets kampsång Nu tar vi dom inför VM 1989.

## Senare karriär

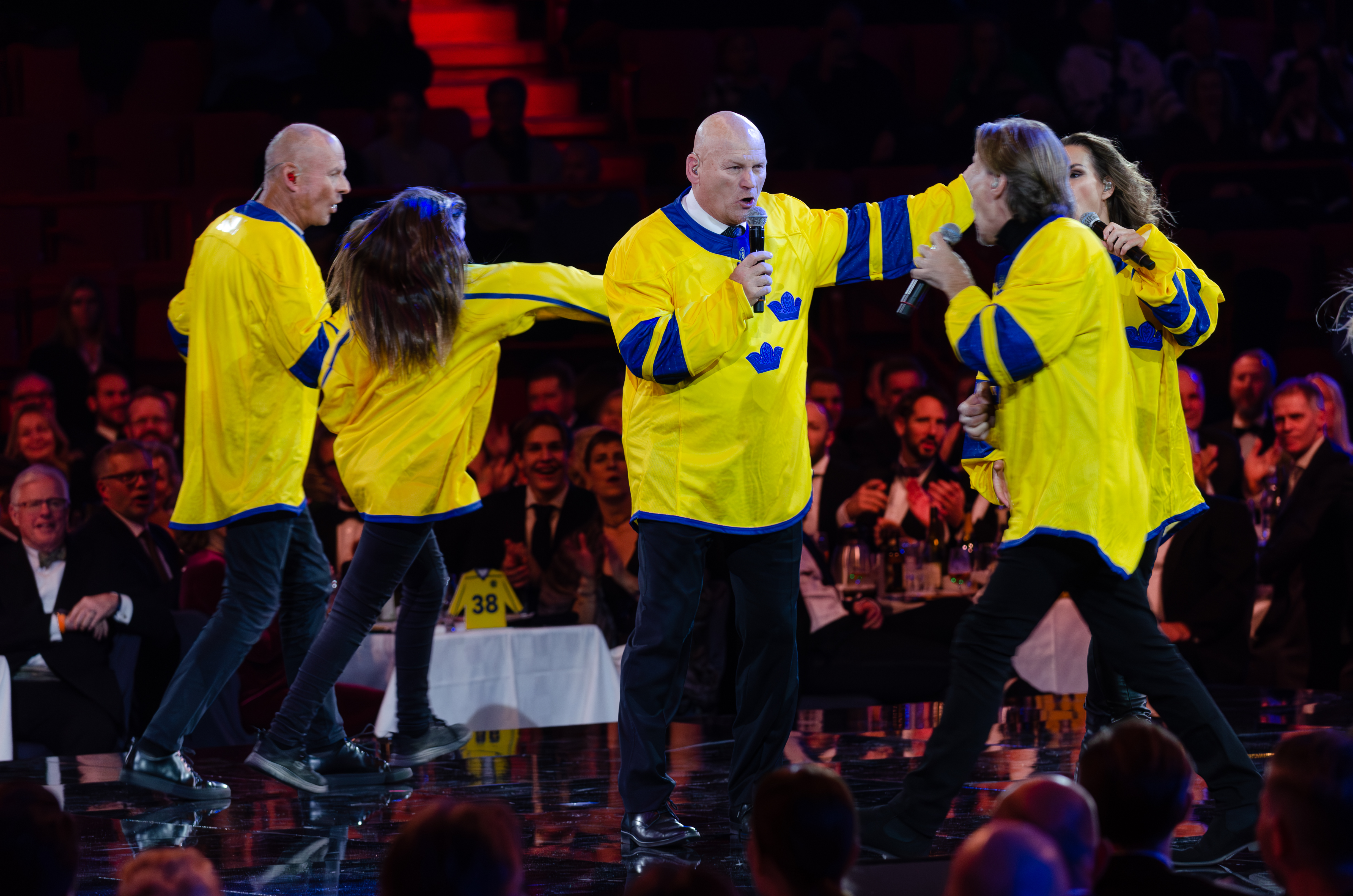
Håkan Södergren, Lasse Holm, Magnus Bäcklund och Linda Bengtzing sjunger den klassiska hockeylåten Nu Tar Vi Dom i Avicii arena vid Svenska Ishockeyförbundets 100-årsjubileum den 17 november 2022.

Efter sin aktiva idrottskarriär har han ofta medverkat som expertkommentator i Viasats (TV6 och Viasat Sport-kanalerna) hockeysändningar. Han var även programledare för Fångarna på fortet för TV3 år 2000. Han har expertkommenterat elitishockey sedan 1990.
Håkan Södergren har två söner och bor i Oslo i Norge. Den 1 maj 2009 tillträdde Håkan Södergren som ligadirektör för Elite Hockey (svensk motsvarighet är Hockeyligan) efter att varit både tränare och sportchef i Vålerenga under en tolvårsperiod.